# Fajã da Betesga
Bonita esta fajã que fica situada na costa Norte da ilha de São Jorge, no caminho que leva à fajã dos Cubres, que por sua vez pertence à freguesia do Norte Pequeno, Concelho da Calheta.
Este local, conhecido apenas por "a Betesga", é uma das fajãs que não se situa ao nível do mar, é pequena, mas com vistas lindas: o mar ao longe, está sempre presente. Foi cortada pela estrada que vai para a fajã dos Cubres.
Apesar de praticamente abandonada ainda existe uma casa coberta por trepadeira, a outra praticamente a desmoronar-se que emprestam à paisagem alguma nostalgia dos tempos idos. As pessoas só lá ficavam quando levavam o gado para invernar.
As terras antigamente eram cultivadas de inhame, e variados legumes, hortaliças, vinha e batata.